# Похід Собеського проти татарських чамбулів

Виправа Собеського (червона стрілка) на татарські чамбули (синім позначені райони їхньої діяльності у жовтні 1672 р)

Похід Собеського проти татарських чамбулів стався 5-14 жовтня 1672 року у ході польсько-турецької війни 1672—1676.

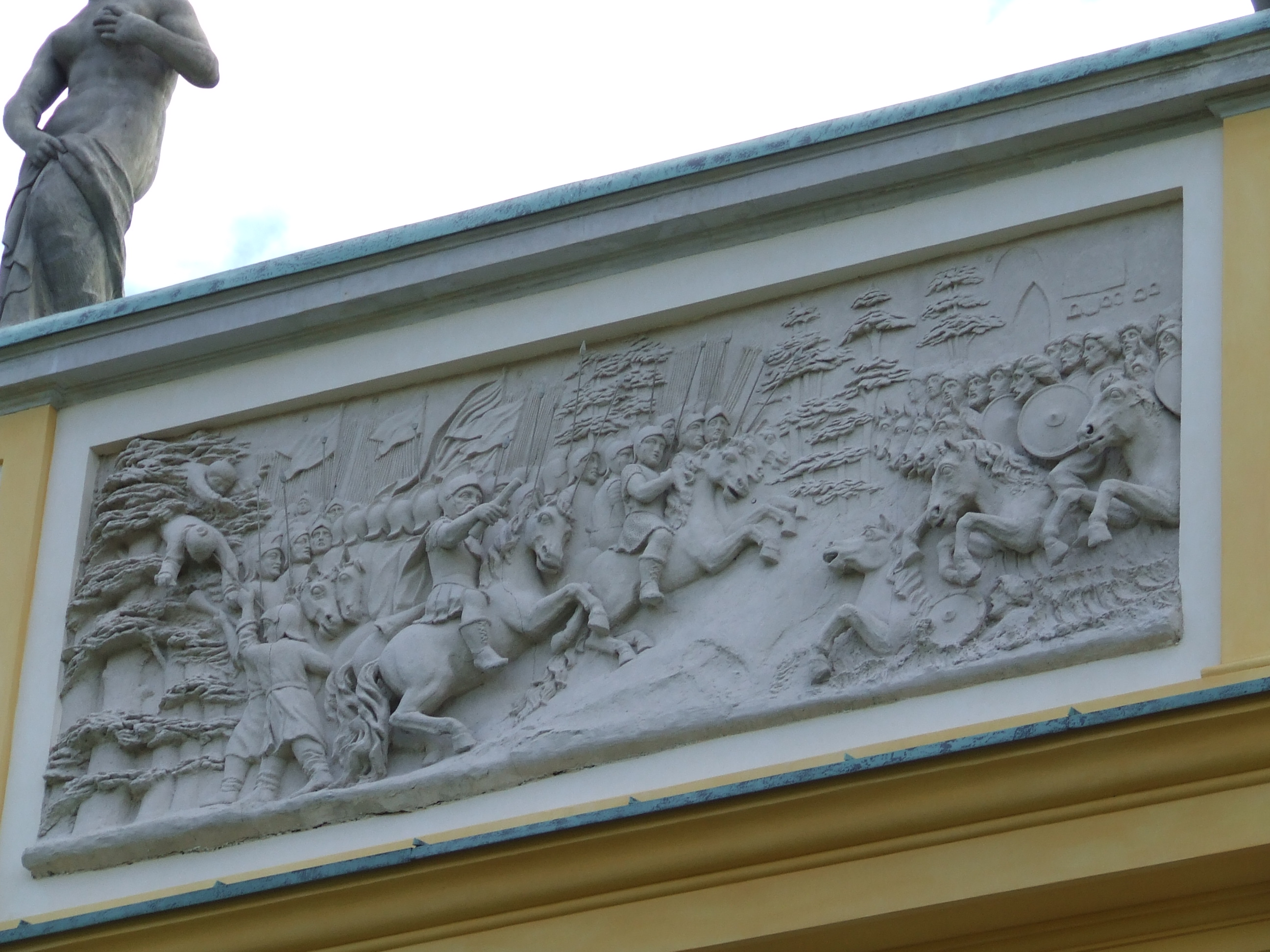
Барельєф із королівського палацу Собеського у Вілянові із зображенням виправи на чамбули

Після здобуття Кам'янця турецька армія 20 вересня почала облогу Львова. В той же час татари, підтримані козаками гетьмана Дорошенка і деякі турецькі загони, що не брали участі в облозі Львова, поділивши війська на три групи, почали спустошення країни. Між Свинею і Сяном діяла група Джамбет Гірея, нуреддин-султан діяв над Віслоком і середньою течією Сяну. Третя група під командою Хаджі Гірей діяла на південному березі Дністра.
Собеський, що мав тільки 2,5-3 тис. кінноти і драгонії, рушив 5 жовтня з Красного Ставу проти татар швидким маршем, без таборів, а також узявши по двоє коней на одного вояка. Йдучи на тили татарських чамбулів, він просувався в напрямі Замостя і вночі розбив малий чамбул під Краснобродом, а 6 жовтня два чамбули під Наролем. Під Немирів він дістався 7 жовтня і розбив кіш Джамбета Гірея.
Після одноденного відпочинку 8 жовтня, Собеський 9 жовтня заскочив і розбив під Комарним головні сили нуреддин-султана. Переможна коронна кіннота переслідувала татар після битви аж до Бенькової Вишні. Далі війська Собеського переправилися через Дністер і рушили навздогін за Хаджі Гіреєм. Після форсованого маршу коронні війська числом тисячі жовнірів (решта відстала) наздогнали татар 14 жовтня і розбили їх під Петранкою.
Перемога Собеського дещо полегшила умови мирної угоди, продиктовані 18 жовтня 1672 року Османською імперією Речі Посполитій.
Під час цієї експедиції Собеського його жовніри пройшли поганими дорогами та в негоду близько 450 кілометрів, за допомогою української людності було звільнено з татарського ясиру 44 тисячі людей. Собеський застосував проти татар дуже ефективний метод, який полягав у тому, що проти татар виступала група з кількохсот кіннотників. Ця група відволікала їхню увагу від головних сил, що наближалися з протилежного напряму. Той спосіб завжди дозволяв розбити татар, проте унеможливлював їх повне оточення. Незвичайний при таких невеликих силах успіх походу став наслідком того, що Собеський завжди міг вибрати правильний напрям дій, завдяки чому необтяжені табором польські війська, швидко пересуваючись, могли наздогнати й розбити ворожі загони.